# Número de Salem
En matemáticas, un entero algebraico real {\displaystyle \alpha >1\,} es un número de Salem si todas sus raíces conjugadas tienen valor absoluto menor o igual que 1, y al menos una de ellas tiene valor absoluto exactamente igual a 1. Los números de Salem, llamados así en honor a Raphaël Salem (1898-1963), son de interés en aproximación diofántica y análisis armónico.
Se puede probar que todas las raíces conjugadas de un número de Salem {\displaystyle \alpha \,} tienen valor absoluto exactamente igual a uno, excepto el propio {\displaystyle \alpha \,} y {\displaystyle {\frac {1}{\alpha }}\,}. Por tanto, {\displaystyle \alpha \,} es una unidad del anillo de los enteros algebraicos. Como tiene una raíz de valor absoluto 1, el polinomio mínimo de un número de Salem debe ser recíproco.
El número de Salem más pequeño que se conoce es la mayor de las raíces reales del polinomio de Lehmer
{\displaystyle x^{10}+x^{9}-x^{7}-x^{6}-x^{5}-x^{4}-x^{3}+x+1\,,}
que vale aproximadamente 1,17628. 
Véase también: Número de Pisot-Vijayaraghavan, Medida de Mahler.
- Datos: Q3343049